# James Duderstadt

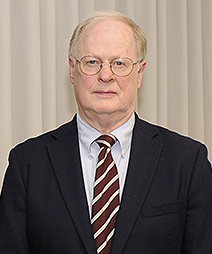
James Duderstadt (2015)

James Johnson Duderstadt (* 5. Dezember 1942 in Fort Madison, Iowa; † 21. August 2024) war ein US-amerikanischer Physiker, Reaktortechniker und Präsident der University of Michigan.

## Leben
Duderstadt wurde als Sohn von Mack Henry und Katharine (geb. Johnson) Duderstadt in Fort Madison, Iowa, geboren und wuchs in Carrollton, Missouri, auf. 1964 erwarb er seinen Bachelor-Grad an der Yale University und seinen Master-Grad in Ingenieurwissenschaften 1965 am California Institute of Technology, wo er 1967 in Ingenieurwissenschaften und Physik promoviert wurde. 1968 wechselte er an das Department of Nuclear Engineering der University of Michigan in Ann Arbor, dort wurde er 1975 ordentlicher Professor. Nachdem er 1981 zunächst Dekan und ab 1986 Vizepräsident für akademische Angelegenheiten war, wurde er 1988 zum Präsidenten der University of Michigan gewählt. Dieses Amt hatte er bis 1996. Anknüpfend an seine Erfahrungen als Universitätspräsident publizierte er zahlreiche Aufsätze und Bücher zur künftigen Entwicklung der Hochschulbildung und der Rolle der Universitäten im 21. Jahrhundert. Er war Mitglied in vielen die US-Regierung beratenden Behörden, verschiedener Komitees wissenschaftlicher Akademien sowie Berater in der Industrie und privater Institutionen.
Duderstadt arbeitete auf dem Gebiet der statistischen Mechanik von Nichtgleichgewichtszuständen (Transporttheorie), zur Theorie und zum Design von Kern- und Fusionsreaktoren, über die Wechselwirkung von intensiven Laser- und Teilchenstrahlen mit Plasmen, zur Trägheitsfusion (inertial confinement fusion) und zur Energiepolitik und Systemanalyse. Er publizierte mehr als 200 Fachaufsätze und etwa 30 Bücher.
James Duderstadt heiratete Anne Marie Lock am 24. Juni 1964. Der Ehe entstammen zwei Töchter. Duderstadt starb am 21. August 2024 im Alter von 81 Jahren.

## Auszeichnungen

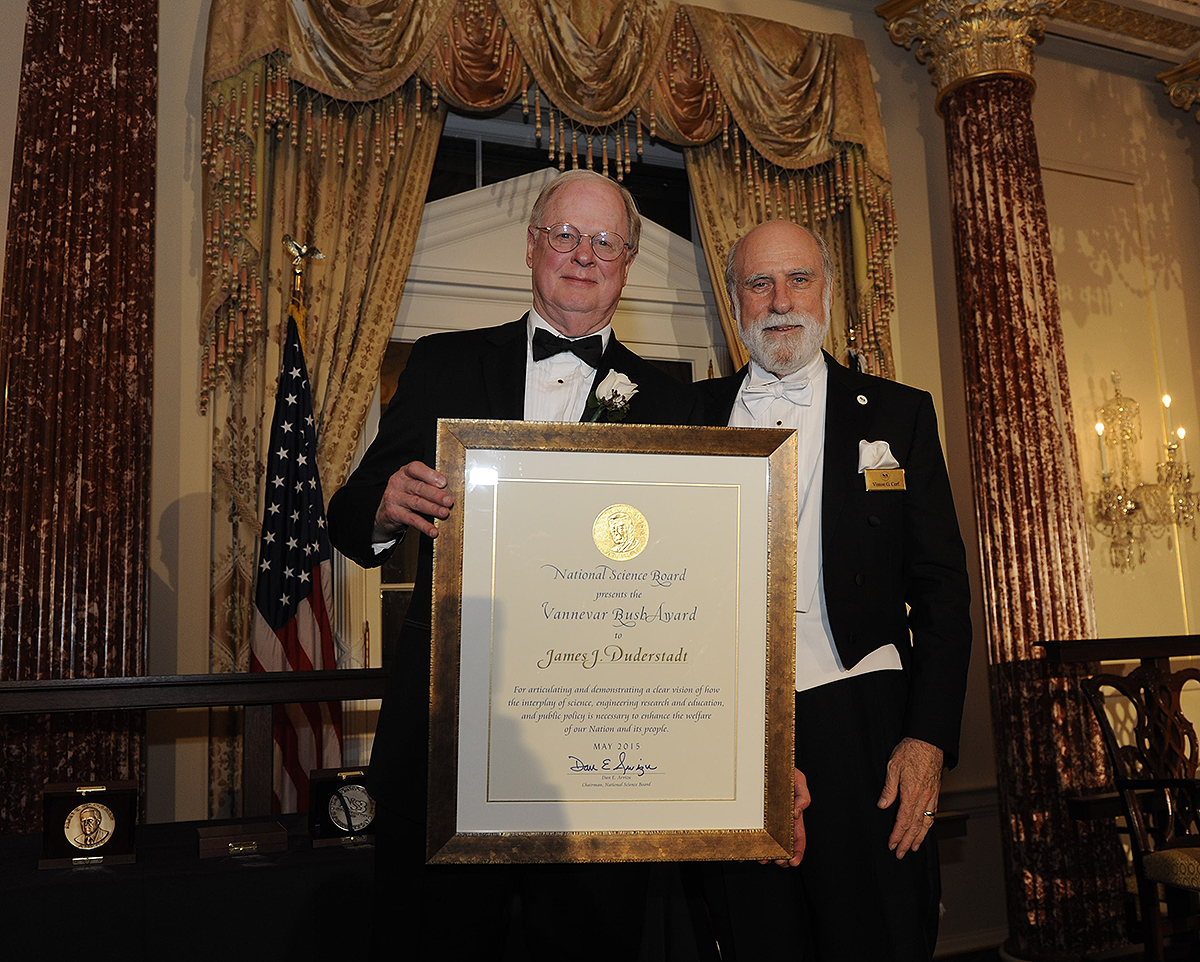
James Duderstadt (links) bei der Verleihung des Vannevar Bush Awards 2015 (mit Vinton G. Cerf)

- 1986 Ernest-Orlando-Lawrence-Preis[5]
- 1991 National Medal of Technology and Innovation
- 2015 Vannevar Bush Award
- 1987 Mitglied der National Academy of Engineering[6]
- 1993 Mitglied der American Academy of Arts and Sciences[7]
- 1994 Fellow der American Association for the Advancement of Science

## Schriften (Auswahl)
- J. J. Duderstadt, L. J. Hamilton: Nuclear Reactor Analysis. John Wiley, New York 1976, ISBN 978-0-471-22363-4.
- J. J. Duderstadt, W. R. Martin: Transport Theory. John Wiley, New York 1979, ISBN 0-471-04492-X.
- J. J. Duderstadt, G. A. Moses: Inertial Confinement Fusion. John Wiley, New York 1982, ISBN 0-471-09050-6.
- J. J. Duderstadt: A University for the 21st Century. The University of Michigan Press, Ann Arbor 2000, ISBN 0-472-11091-8.
- J. J. Duderstadt, D. E. Atkins, D. Van Houweling: Higher Education in the Digital Age: Technology Issues and Strategies for American Colleges and Universities. Rowman & Littlefield Publ., 2002, ISBN 978-1-57356-520-2.
- J. J. Duderstadt: The View from the Helm: Leading the American University during an Era of Change. The University of Michigan Press, Ann Arbor 2007, ISBN 978-0-472-11590-7.